# Bata
Bata er en by i Ækvatorialguinea, landets næststørste by efter hovedstaden Malabo, og den største by i den del af landet, der ligger på det afrikanske fastland. Byen har et indbyggertal på 290.000 (2015).